# Kordula (jméno)
Kordula je ženské jméno latinského původu (z lat. Cordelia), které je možné najít ve starších kalendářích. Pochází ze slov cor, cordis a jeho význam je „srdíčko“ nebo „srdečná“. Jiný výklad říká, že se jedná o jméno keltské (Cordeila) a jeho význam je „dcera moře“. Svatá Kordula († 383 nebo 451) je jednou z katolických mučednic z družiny svaté Voršily, které podle legendy pluly z Anglie a bouře je zahnala do Kolína nad Rýnem, kde padly do zajetí Hunů a zemřely mučednickou smrtí.
Domácká obdoba tohoto jména je Kordulka, Korduška, Korda, Dula, Dulinka, Kori, Korinka, Kordis. V České republice užívalo tohoto jména v roce 2016 pouze 10 žen.
Kordula je uctívána především v Německu, je patronkou měst Köln nad Rýnem a španělské Tortosy. Svatá Kordula je však také českou patronkou a patronkou lodníků, poutníků a cestujících.
Svátek má 22. října.

## Známé nositelky
- Svatá Kordula
- Cordelia Bugeja, britská herečka
- Cordelia de Castellane, francouzská návrhářka
- Cordelia Dvorák, německá dokumentaristka
- Cordelia Edwardson, švédsko-německá novinářka a přeživší holokaustu
- Cordelia Fine, britská filozofka vědy a spisovatelka
- Cordelia Agnes Greene, lékařka, filantropka a sufražetka z 19. století
- Cordelia Harvey, manželka guvernéra Wisconsinu Louise Harvey'ho, zakladatelka domovů pro sirotky během občanské války
- Cordelia Scaife May, filantropka
- Kordula Stropnická, dcera herců Veroniky Žilkové a Martina Stropnického
- Cordula Stratmann, německá herečka
- Cordelia Strube, kanadská dramatička a novelistka
- Cordelia Wilson, malířka  Nového Mexika a amerického Jihozápadu

### Fiktivní postavy
- Cordelia Gray, fiktivní postava z knih P. D. Jamesové
- Cordelie, fiktivní postava ze Shakespearovy hry Král Lear
- Cordelie Chase, fiktivní postava ze seriálu Buffy, přemožitelka upírů. Hrála ji Charisma Carpenter
- Kordula, žena šumaře Kalafuny ze hry Strakonický dudák Josefa Kajetána Tyla

### Jiné
- Cordelia, měsíc planety Uran